# Eriococcus syncarpiae
Eriococcus syncarpiae är en insektsart som först beskrevs av Walter Wilson Froggatt 1915.  Eriococcus syncarpiae ingår i släktet Eriococcus och familjen filtsköldlöss. Inga underarter finns listade i Catalogue of Life.